# Beverley Allitt
Beverley Allitt (Grantham, 4 de outubro de 1968) é uma assassina em série britânica, conhecida como "Anjo da Morte" (The Angel of Death, em inglês) por atacar crianças na ala infantil de um hospital em Grantham, Lincolnshire, havendo vitimado treze delas, das quais quatro vieram a óbito.
Em seus ataques a enfermeira ministrava nas vítimas injeções contendo substâncias como potássio, insulina ou simplesmente ar, causando-lhes reações adversas. Na época dos ataques ela estaria sob crise da síndrome de Münchhausen por procuração e por seus crimes ela recebeu treze condenações de prisão perpétua, embora tenha o direito de livramento condicional em trinta anos, e está detida no Rampton Secure Hospital em Nottinghamshire.
Atuando de forma dissimulada, os pais de suas vítimas tinham nela alguém prestativo e confiável, que lhes dedicava especial atenção justamente quando as coisas se tornavam sérias.

## Contexto e vida pregressa

Mapa de Lincolnshire, com destaque ao distrito de South Kesteven, onde está Grantham, na Inglaterra.

A região de Lincolnshire onde vivia Allitt tinha uma população na época de cerca de 100 mil habitantes, dos quais um terço eram crianças; ao ano nasciam ali cerca de duas mil crianças, a maioria delas no  Grantham and Kesteven Hospital, onde ela foi contratada por falta de pessoal.
Sua contratação temporária por seis meses não teria sido feita caso houvesse um procedimento mais rigoroso para tanto, naquele período: a garota, então com vinte e três anos de idade, apresentava um histórico de várias internações por doenças inventadas, falhara muitas vezes nos exames de enfermagem e já havia sido recusada em outro hospital a apenas 30 milhas ou 48 quilômetros dali; como resultado ela estava determinada a exibir para a administração hospitalar sua competência, chamando a atenção para si.
Seu histórico de mentiras somente foi descoberto após o inquérito policial ter sido instalado, e então se descobriu que Beverley desde criança usava bandagens e simulava ferimentos para atrair a atenção, embora não permitisse que lhe examinassem; quando adolescente teve excesso de peso e desde então apresentava um temperamento volátil, ficando agressiva e simulando uma série de doenças que a levavam ao hospital, tais como dores na vesícula biliar ou de cabeça, infecção urinária, vômitos, visão turva, apendicite, dentre muitos outros, que eram por ela apresentados para se fazer atendida em hospitais a ponto de ter convencido um médico a lhe extrair o apêndice saudável que, em seguida, não se curava porque ela removia os curativos cirúrgicos; ela se feriu com um martelo e com um copo até que os médicos, inteirados da farsa, a fizeram trocar de facultativo sucessivamente.
Antes de trabalhar como enfermeira ela treinara para ser cuidadora de idosos e trabalhara numa casa de repouso onde foi suspeita de ações como borrar as paredes com fezes, ou de colocar fezes na geladeira para que outros encontrassem, além de faltar excessivamente ao serviço alegando doença.
Um ex-namorado relatou que era uma pessoa agressiva e manipuladora, que fingira estar grávida e inventara um estupro; terminaram o relacionamento quando Beverley se relacionou com outra enfermeira.
Apesar de ela nunca demonstrar atenção para as crianças quando estas choravam, nem qualquer reação quando morriam, sua conduta passou despercebida.

## Vítimas sucessivas

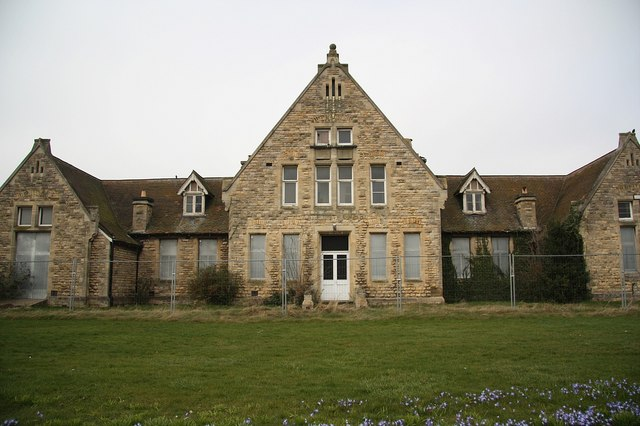
O hospital de Grantham onde os crimes ocorreram: "um lugar de segurança se tornou um campo de extermínio".

A primeira criança a morrer sob as ações da enfermeira foi Liam Taylor, de apenas sete semanas de idade. Internado no dia 21 de fevereiro, Liam apresentava um quadro de pneumonia leve (embora os pais acreditem que fora apenas um caso de pulmões congestionados), e foi levado para a ala infantil do hospital onde Allitt logo se mostrou prestativa aos pais e os mandou descansar; quando voltaram, o filho havia piorado e ela providenciara os cuidados emergenciais e ele estava melhor; a enfermeira se ofereceu para continuar assistindo ao garoto e os pais decidiram permanecer ali; à meia-noite do segundo dia internado Liam teve nova crise respiratória, mas todos acharam que ele superaria a dificuldade e deixaram Allitt sozinha com ele; então seu quadro tornou-se realmente grave e Allitt chamou os outros enfermeiros que ficaram confusos, pois o menino não parara de respirar já que os alarmes dos aparelhos não haviam soado; ele então teve uma parada cardíaca levando os médicos a grande esforço por fazerem-no voltar a respirar, o que só aconteceu por conta dos aparelhos e com danos cerebrais irreversíveis e sem razões para uma ressuscitação: diante disto, seus pais tomaram a decisão de desligá-los para que morresse — sem qualquer histórico de problemas cardíacos, Liam morreu por conta da insuficiência deste órgão; Beverley assistiu a tudo e, após o óbito que provocara, foi embora para casa e voltou para trabalhar normalmente na tarde seguinte.
Timothy Hardwick tinha 11 anos e apresentava deficiências físicas e mentais quando foi internado e após três horas no hospital veio a óbito por ataque cardíaco, causado por Allitt. O paciente apresentava uma crise epiléptica, e Allitt prontificou-se a atendê-lo, demonstrando preocupação por seu estado; depois de ficar sozinha com ele por alguns minutos ela apareceu pedindo ajuda; quando a equipe da emergência chegou constatou que o menino tivera uma parada cardíaca e um especialista tentou salvá-lo, sem sucesso, num quadro totalmente inesperado que mesmo a autópsia não conseguiu determinar a causa morte, sendo esta reputada oficialmente à epilepsia.
Apenas cinco dias após, a 3 de março, uma menina com pouco mais de um ano de vida, Kayley Desmond, foi internada com o peito congestionado e foi atendida por Allitt; ela ficara no mesmo leito que Liam morrera, mas parecia estar melhorando até que teve uma parada cardíaca; a equipe de prontidão conseguiu ressuscitá-la e a transferiram para outra unidade médica em Nottingham onde, após um minudente exame, localizaram um orifício de punção sob a axila, próximo ao qual havia uma bolha de ar; como atribuíram aquilo a uma injeção acidental, não houve uma investigação e Beverley continuou sem ser descoberta e atacou mais três vezes em quatro dias.
A 20 de março um bebê de cinco meses, Paul Crampton, foi levado à unidade infantil com um caso de bronquite, que não foi tido como grave e ficou sob os cuidados de Allitt, que ficou sozinha com o menino; pouco antes de sua alta, entretanto, a enfermeira gritou por ajuda pois o quadro tivera um súbito agravamento, num quadro grave de hipoglicemia que o levou ao coma por três vezes; novamente foi removido dali, mas desta feita os médicos ficaram desconfiados com a causa que teria levado à constante queda do açúcar em seu sangue; Allitt acompanhou o deslocamento e novamente sua taxa de insulina elevou-se; embora não tenha morrido, esteve bem perto de perder a vida.
No dia 21 o garoto Bradley Gibson, então com cinco anos, estava internado com pneumonia e sofreu um ataque cardíaco; salvo pela equipe depois de muito esforço e sua taxa de insulina revelada num exame estava muito alta, o que não fazia sentido; durante a noite, após ser atendido por Allitt, sofreu outro ataque e foi transferido para Nottingham onde, afastado da enfermeira, se recuperou; novamente ninguém levantou suspeitas de sua atuação, mas ela esperou um dia antes de novo ataque.
A vítima fora um menino de dois anos, Yik Hung Chan, que fraturara o crânio ao cair de uma janela; Allitt deu o alarme quando o paciente ficou azulado e parecia ter um ataque; neste primeiro momento o menino respondeu ao oxigênio, melhorando mas, em algumas horas, voltou a repetir os sintomas e foi transferido para Nottingham onde os sinais foram interpretados como consequência da queda.
As gêmeas Katie e Becky nasceram prematuramente em janeiro de 1991 em Nottingham, e foram transferidas para o Grantham and District Hospital onde Beverley ministrou-lhes insulina; Becky não resistiu e morreu, ao passo que sua irmã sobreviveu com sérias sequelas intelectuais e motoras. Elas haviam sido liberadas e se desenvolviam bem em casa quando, em 1º de abril, num quadro de gastroenterite, Becky foi novamente internada; ali permaneceu por dois dias até que Allitt pediu ajuda pois, disse, a menina parecia hipoglicêmica dizendo que seu corpo estava frio; a enfermeira sênior, entretanto, não reparou nada de errado e Becky voltou para casa com a mãe e, durante a noite, teve convulsões e gritava com sinais de dor; um médico foi chamado e acreditou que o bebê estava com cólicas e a criança morreu na mesma noite; autópsia realizada não levou a uma razão clara para o óbito.
A fim de evitar um desenrolar semelhante com a gêmea sobrevivente, Katie, o médico internou-a também no Grantham, quando justamente Beverley estava de plantão: logo a enfermeira corria com a criança no colo a gritar que estava com parada cardíaca, embora a menina tivesse uma parada respiratória e morria por falta de oxigênio; salva, dois dias mais tarde novamente o quadro se repetiu e foi levada para Nottingham onde se constatou estar com cinco costelas quebradas e danos cerebrais decorrentes da falta de respiração; numa expressão de agradecimento à enfermeira, a mãe das meninas convidou Beverley para ser madrinha de Katie e a dissimulada enfermeira, que causara todo o sofrimento, aceitou a honraria.
Os ataques continuaram, vitimando outras quatro crianças mais ou menos saudáveis, tendo sempre em comum as situações se passarem nos plantões de Allitt e apresentarem os mesmos sintomas; nada disso, entretanto, dirigiu as suspeitas para as ações da enfermeira, embora fosse já consenso no hospital de que algo muito errado estivesse ocorrendo.
Claire Peck, a última das vítimas fatais, tinha um ano e três meses quando deu entrada no hospital com uma crise de asma; Beverley ministrou-lhe uma injeção contendo potássio e lignocaína e ela veio a óbito. Isto se deu quando a enfermeira ficara sozinha no quarto, enquanto a criança estava entubada para respirar e mais uma vez ela gritou pelo socorro para ataque cardíaco; os médicos estabilizaram a paciente e ela de novo ficou a sós com a vítima e, mais uma vez, nova parada que, a despeito dos esforços, resultaram inúteis e a menina faleceu; um dos médicos então declarou: "Isso nunca deveria ter acontecido!", ante o inusitado do quadro; mesmo que a autópsia nada concluísse, um inquérito foi aberto para apurar o elevado número de paradas cardíacas na unidade pediátrica do Grantham Hospital.

## Apuração das mortes
O hospital instalou um inquérito interno para apurar uma eventual situação de epidemia hospitalar, mas verificação da existência de vírus não encontrou nada; um novo teste, entretanto, no sangue da última vítima, revelou um nível alto de potássio, o que indicava ação externa no óbito; mesmo assim, ainda passariam dezoito dias até que a polícia fosse convocada.
O corpo de Claire Peck foi exumado e novos testes detectaram a presença de lignocaína (comum em casos de parada cardíaca, mas nunca em bebês); o superintendente Stuart Clifton finalmente se convenceu que havia um assassino atuando ali.
Clifton examinou outros casos, onde detectaram um teor excessivamente grande de insulina; descobriu que a enfermeira Beverley Allitt havia relatado o sumiço da chave da geladeira que guardava a substância; entrevistou todos os pais, verificou todos os registros e instalou câmeras de segurança nas dependências da ala infantil; chegou mesmo a estudar sobre a síndrome de Münchausen por procuração.
Numa conferência dos registros diários da enfermagem descobriram que faltavam as páginas do período em que Paul Crampton estivera internado, o que era suspeito; analisando ao todo treze situações parecidas, quatro delas resultantes em óbitos, encontraram um único padrão: Beverley Allitt era a única presença comum em todos eles; em três semanas ela foi finalmente presa.

## Julgamento
Presa, Allitt foi visitada por um psiquiatra, que lhe diagnosticou a variante da síndrome de Münchausen; nem ele nem os responsáveis pelo inquérito lhe obtiveram uma confissão; após quatro audiências ela foi formalmente acusada por quatro homicídios, onze tentativas de homicídio e outras onze de lesões corporais graves.
Os pais das gêmeas  Katie e Becky chegaram a contratar um detetive particular a fim de comprovar a inocência daquela que fizeram madrinha de uma das vítimas - mas logo se arrependeram, quando confrontados com os fatos também por meio deste.
Suas "doenças" provocaram inúmeros atrasos no julgamento; ela havia perdido peso rapidamente em razão da anorexia, outra demonstração de seus distúrbios psíquicos; finalmente enfrentou o júri no tribunal real de Nottingham onde os promotores convenceram os jurados de que sua presença era o fator determinante para todas as anomalias apresentadas na ala infantil do hospital de Grantham, demonstrando sua frieza, bem como a cessação dos ataques misteriosos quando ela estava ausente ou separada dos pacientes; as evidências apontavam para que ela tinha ministrado injeções nas vítimas, bem como lhes cortar o oxigênio ou adulterado as máquinas que os sustinham.
Foram dois meses de julgamento (ela esteve presente em 16 dias, somente, em razão de suas doenças) até que, a 23 de maio de 1993, recebeu treze condenações a prisão perpétua por assassinato e tentativas — a maior condenação até então já aplicada no país para uma mulher; segundo o juiz justificou, isto se dava em parte para as vítimas, em parte para as suas famílias e, finalmente, em parte pela forma como ela havia lançado dúvidas sobre a nobre profissão da enfermagem.

## Vida na prisão
A síndrome de Münchausen, que alguns especialistas avaliam ser incurável em Allitt, continuou durante o tempo de prisão: ela se feriu várias vezes para chamar a atenção, furou-se com clipes para papel, derramou água fervente na mão, por exemplo.
Na cadeia ela finalmente admitiu a responsabilidade por três das mortes que provocou, e seis dos outros ataques.

## Julgamento da condicional
Em 2007 o juiz Stanley Burnton, de Londres confirmou a sentença mínima de trinta anos para Allitt, o que lhe daria vinte e oito anos e cento e setenta e cinco dias até receber o livramento condicional, descontando-se assim o período de um ano e cento e noventa dias que ficou em custódia antes do julgamento; ela terá 54 anos de idade, então.
Em sua decisão Burnton declarou, justificando a concessão da liberdade, que a Síndrome de Münchausen determinara a conduta da criminosa: "Descobri que existe um elemento de sadismo na conduta de Ms. Allitt e sua ofensa. Mas esse sadismo é, se não o resultado, certamente uma manifestação de seu transtorno mental, e seria excessivamente simplista tratá-lo do mesmo modo como seria se o ofensor estivesse mentalmente bem", embora tenha ponderado que "Por suas ações, o que deveria ter sido um lugar de segurança para seus pacientes tornou-se não apenas um lugar de perigo mas, se não um campo de extermínio, algo próximo a isso" e que "estes foram assassinatos múltiplos e tentativas de assassinatos de crianças pequenas, cujas vidas foram apagadas antes de terem quase começado".
A reação dos familiares à decisão foi favorável; neste sentido, Joanne Taylor (mãe de Liam) declarou que estava satisfeita com a referência ao sadismo presente na conduta da enfermeira, e que há uma linha tênue a separar o mal da doença; David Peck, pai de Claire, também se manifestou neste sentido.

## Vítimas sobreviventes
Katie Phillips, que era irmã gêmea da vítima fatal Becky, ficou epiléptica e com danos cerebrais permanentes, paralisia parcial e cegueira parcial após o ataque; após oito anos de embates judiciais seus pais receberam das autoridades sanitárias de Lincolnshire, responsáveis pela contratação da enfermeira assassina, uma indenização de 2,125 milhões de libras, em 1999; ela havia recebido caros tratamentos nos Estados Unidos (incluindo terapia com golfinhos) Este acordo foi o primeiro registrado na história legal do Reino Unido por compensar os pais pelo stress pós-traumático, e o dinheiro seria para indenizá-los pelos gastos dos tratamentos passados e garantir os futuros. Em 1996 a mesma autoridade havia feito um acordo com as doze famílias das vítimas para o pagamento de quinhentas mil libras em indenização, e já vinha efetuando pagamentos intermediários desde 1993.